# Veliki vilenjak
Veliki vilenjak ili Hitri konjic (lat. Orthetrum cancellatum) je vrsta vilinskog konjica koji spada u porodicu Libellulidae.

## Opis
Adulti mogu dostići dužinu oko 47-53 mm dok je prosečna dužina zadnjeg krila 77 mm. Noge su crne do braon, a torakalne pruge odsustvuju.
Pterostigma je dva puta duža nego šira, crne boje.  Abdomen je dug oko 33 mm; dominantno plave boje kod mužjaka, žut do smeđ kod ženki ili siv kod starijih jedinki.
S bočne strane trbuha mužjaka postoji niz žutih, uzdužnih crtica. Grudi i oči su tamne, a lice svetlo. Trbuh ženki je žut sa dve paralelne, uzdužne, crne linije. Trbuh starijih ženki može biti braon. Grudi ženki su nešto tamnije, oči braon, a lice žuto.

## Rasprostanjenje
je rasprostranjena evropska vrsta čiji se areal proteže od centralne Azije na istoku (severni deo Kine i Indije). Nalazi se širom evropskog kontinenta uključujući mediteranska ostrva, ali je odsutan na severu Britanije.
Ova vrsta je prisutna u sledećim državama: Albanija; Alžir; Austrija; Azerbejdžan; Belorusija; Belgija; Bosna i Hercegovina; Bugarska; Kina; Hrvatska; Kipar; Češka; Danska; Estonija; Finska; Francuska; Gruzija; Nemačka; Grčka; Mađarska; Indija; Irska; Italija; Džersi; Kazahstan; Kirgistan; Latvija; Litvanija; Luksemburg; Makedonija, Bivša Jugoslovenska Republika; Malta; Moldavija; Mongolija; Crna Gora; Holandija; Norveška; Poljska; Portugal; Rumunija; Ruska Federacija; Srbija; Slovačka; Slovenija; Španija; Švedska; Švajcarska; Sirijska Arapska Republika; Tadžikistan; Turska (Turska u Evropi); Ukrajina; Velika Britanija; Uzbekistan. 

## Stanište
Ovaj vilinksi konjic naseljava otvorene vodene površine sa retkom vegetacijom na obali gde mužjaci često patroliraju i miruju na suncu. Česta vrsta jezera, sporo tekućih reka, bara ali i močvarnih predela sa slabo razvijenom riparijalnom zonom. Adulti preferiraju da miruju na goloj zemlji i kamenju.

## Biologija i ponašanje
Period leta Orthetrum cancellatum je od aprila do početka septembra iako su najbrojniji u junu. Mužjaci se mogu videti kako miruju na horizontalnim površinama bez rastinja. Lete brzo i veoma nisko, često odmah iznad površine vode. Razmnožavanje se dešava i u vazduhu i na zemlji. Ženke polažu jaja na površinu vode, dodirujući je abdomenom. Larve se mogu razvijati u tekućim i stajaćim vodama, a preferiraju rečno dno prekriveno vegetacijom i biljnim materijalom koji se razlaže. Period razvića larvi je procenjen na dve do tri godine.

## Životni ciklus
Nakon parenja koje se odvija u letu, mužjak i ženka se odvajaju i ženka sama polaže jaja dodirujući vodu krajem trbuha. Lareve se razvijaju dve do tri godine nakon čega se izležu odrasle jedinke. Egzuvije ostavljaju na obalnim biljkama.